# Koro (Costa d'Avorio)
Koro  è una città, sottoprefettura e comune della Costa d'Avorio, situata nella regione di Bafing. È capoluogo dell'omonimo dipartimento e conta una popolazione di 23 596 abitanti (censimento 2014).